# Columnea consanguinea
Columnea consanguinea — цветковое растение рода Колумнея (Columnea) семейства Геснериевые (Gesneriaceae), произрастает в Колумбии, Коста-Рике, Никарагуа, Панаме и Эквадоре. Отличается наличием на нижней стороне листьев красных полупрозрачных отметин в форме сердечек, с помощью которых привлекает к своим менее заметным цветкам колибри Heliodoxa jacula — основного опылителя вида.

## Описание
Растение имеет слаборазветвлённый светло-коричневый стебель и достигает в высоту 1-1,2 метров. Листья расположены вдоль стебля попарно с промежутком примерно в 1 см, при этом в каждой паре один из листьев значительно больше другого.
Более крупный лист имеет в длину 12-16 см и в ширину 3-6 см. Верхняя поверхность листа гладкая, а нижняя — ворсинистая, на ней имеются характерные красные отметины в форме, которая напоминает сердечки. Сверху эти отметины выглядят как зеленовато-жёлтые пятна на фоне тёмно-зелёной поверхности листа. Меньший лист имеет в длину всего 1-2,5 см и около 0,8 см в ширину.
Небольшие цветки растут из ствола у основания листьев. Они достигают около 3 см в длину и 0,8 см в ширину. Лепестки окрашены в бледно-жёлтый цвет, а чашечки — в зелёный или красный. Они цветут в течение всего года и впоследствии обращаются в небольшие жёлтые плоды.
Вид Columnea consanguinea очень схож с видом Columnea florida, который также имеет красные отметины в виде сердечек на листьях, но отличается гребенчатыми краями у чашечки цветка.

## Экология

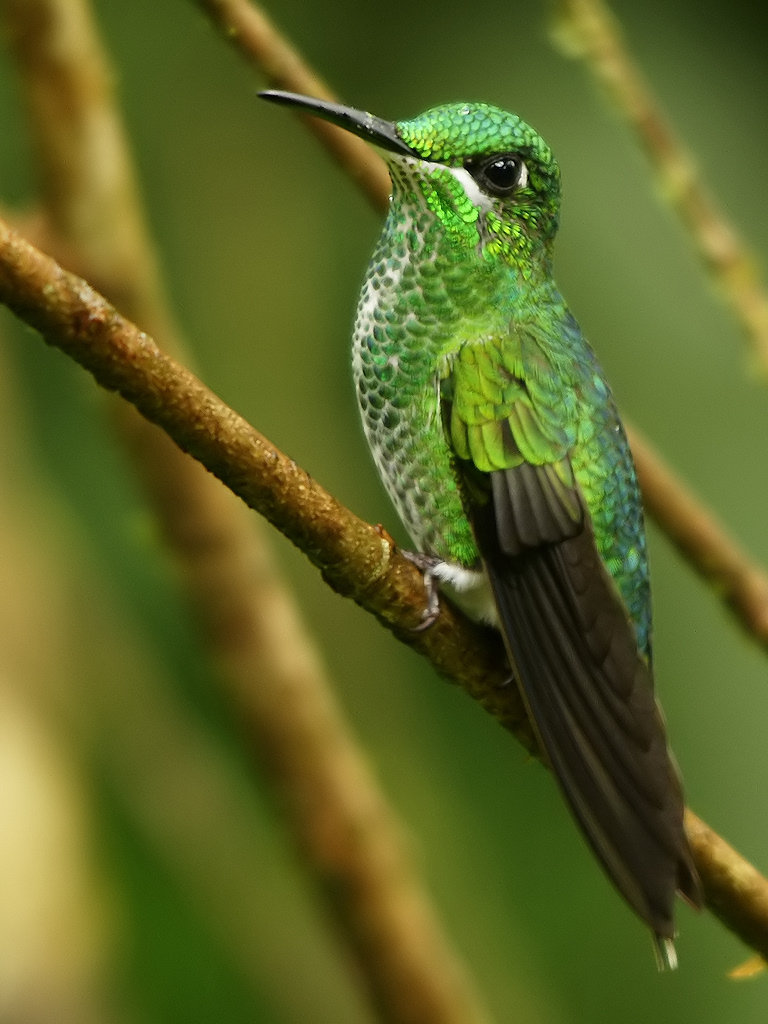
Колибри Heliodoxa jacula является основным опылителем Columnea consanguinea

Columnea consanguinea имеет сравнительно небольшие и тусклые цветки. Для того, чтобы привлечь к ним основного опылителя — колибри Heliodoxa jacula, растение использует отметины на своих листьях. Колибри, как и все птицы, обладают превосходным цветовым зрением, более развитым чем у людей. С помощью этих отметин колибри находят цветки, чьим нектаром питаются. При этом они опыляют цветки C. consanguinea.

## Распространение
Columnea consanguinea встречается в тропических дождевых лесах на высоте от 300 до 1900 метров от уровня моря. Может расти на земле, либо на стволах деревьев. Произрастает в Колумбии, Коста-Рике, Никарагуа, Панаме и Эквадоре.

## Таксономия и номенклатура
Вид Columnea consanguinea впервые описан немецким ботаником Йоханнесом фон Ханштайном в 1865 году. Относится к роду Колумнея семейства Геснериевые. В 1973 году немецкий ботаник Ханс Вилер определил это растение в отдельный род под видовым названием Dalbergaria consanguinea, однако данная классификация не была признана другими специалистами. На латинском языке «consanguinea» означает «с кровью».
Известны три разновидности данного вида:
- Columnea consanguinea adpressa B.D. Morley (Коста-Рика, Панама)
- Columnea consanguinea consanguinea Hanst. (Колумбия, Коста-Рика, Никарагуа, Панама, Эквадор)

Синоним: Dalbergaria consanguinea (Hanst.) Wiehler
- Columnea consanguinea darienensis (C.V. Morton) B.D. Morley (Дарьенский пробел на границе Колумбии и Панамы)

Синонимы: Columnea darienensis C.V. Morton; Dalbergaria darienensis (C.V. Morton) Wiehler 